# Dan Glans
Dan Glans, född 2 maj 1947 i Tyringe, är en svensk före detta friidrottare. 

## Friidrottskarriär
Dan Glans är kanske mest känd från finalen på 3 000 meter hinder i Olympiska sommarspelen 1976 i Montréal när Bo Hansson skrek ut: "Glans är sexa", samtidigt som Anders Gärderud var i färd med att vinna Sveriges första friidrottsguld i OS sedan London 1948. Glans slutade sjua i OS-finalen. Han har kallats "den glömde världsstjärnan", då han kom i skymundan av Anders Gärderud.
Glans hade en unik träningstaktik, då han aldrig tränade i tävlingstempo och höll reda på allt i sitt huvud.
I inomhus-EM 1978 blev han fyra på 3 000 m slätt.
Glans vann SM på 3 000 m hinder 1973, 1974, 1976, 1977, 1979, på 5 000 m 1974-76, på 10 000 m 1976, på 25 000 m 1976, i terränglöpning 12 000 m 1975-79.
Från 1979 till 2021 innehade Glans det svenska rekordet på 3 000 m med tiden 7.42,24. Han har också haft svenska rekord på 20 000 m med tiden 1:00.17,4 samt i entimmeslöpning med sträckan 19 879 m. 
Han utsågs 1978 till Stor Grabb nummer 302 i friidrott.

## Personbästa
Personbästa: 3.41,94 på 1 500 m, 7.42,24 på 3 000 m, 13.22,1 på 5 000 m, 28.29,3 på 10 000 m samt 8.15,32 i 3000 m hinder (från OS-finalen 1976).

## Familj
Dan Glans kusinbarn är komikern Johan Glans. Hans son Henrik Glans har medverkat i Rederiet och Villa Medusa. Dan Glans är även kusin med författaren och kulturskribenten Kay Glans.